# Aliança IPSO
L'Aliança IPSO (acrònim d'objecte intel·ligent IP) és una organització que promou la utilització d'objectes intel·ligents per a les comunicacions en els protocols d'internet. l'IPSO és una organització sense ànim de lucre fundada el 2008 amb membres pertanyents als sectors tecnològic, comunicació i energètic (ST, ARM, Ericsson, Silicon Labs, Texas Instrumenst, Google, Intel). L'IPSO aconsella emprar objectes intel·ligents en dispositius dels camps energètic, consum, mèdic i industrial.

## Conceptes
- Els objectes intel·ligents són estructures de programari que formen part de dispositius de l'anomenat internet de les coses: sensors com termostats, actuadors com sistemes d'il·luminació, maquinària industrial, dispositius mèdics, comptadors d'energia...
- L'IPSO col·labora amb entitats com l'IEFT, l'IEEE i l'ETSI.

## Definició dels objectes
Els objectes venen definits per 3 camps :
- Object ID : identificador de tipus d'objecte (taula 1).
- Object Instance : identificador dintre del mateix tipus d'objecte.
- Resource ID : identificador de la propietat o funcionalitat de l'objecte (taula 2).

Exemple d'objectes intel·ligents definits per l'IPSO :
| Nom de l'objecte       | ID de l'objecte | Permet múltiples instàncies |
| ---------------------- | --------------- | --------------------------- |
| Entrada digital        | 3200            | Sí                          |
| Sortida digital        | 3201            | Sí                          |
| Entrada analògica      | 3202            | Sí                          |
| Sortida analògica      | 3203            | Sí                          |
| Sensor genèric         | 3300            | Sí                          |
| Sensor de llum         | 3301            | Sí                          |
| Sensor de presència    | 3302            | Sí                          |
| Sensor de temperatura  | 3303            | Sí                          |
| Sensor d'humitat       | 3304            | Sí                          |
| Mesurador de potència  | 3305            | Sí                          |
| Actuador               | 3306            | Sí                          |
| Valor de referència    | 3307            | Sí                          |
| Control de càrrega     | 3308            | Sí                          |
| Control de llum        | 3311            | Sí                          |
| Control de potència    | 3312            | Sí                          |
| Acceleròmetre          | 3313            | Sí                          |
| Magnetòmetre           | 3314            | Sí                          |
| Baròmetre              | 3315            | Sí                          |
| Termostat              | 12300           | Sí                          |
| Monitor batecs del cor | 12200           | Sí                          |

Exemple d'algunes de les propietats dels objectes definits per l'IPSO :
| Propietat                        | ID de la propietat | Tipus de dada    | Unitats               |
| -------------------------------- | ------------------ | ---------------- | --------------------- |
| Valor del sensor                 | 5700               | Coma flotant     | °C, %H, freqüència... |
| Valor mínim mesurat              | 5601               | Coma flotant     |                       |
| Valor màxim mesurat              | 5602               | Coma flotant     |                       |
| Valor mínim de rang de mesura    | 5603               | Coma flotant     |                       |
| Valor màxim de rang de mesura    | 5604               | Coma flotant     |                       |
| Estat del valor digital          | 5500               | Lògic            | Engegat/Parat         |
| Energia total                    | 5900               | Coma flotant     | KJ                    |
| Posta a zero de l'energia        | 5822               | -                | -                     |
| Localització corporal del sensor | 5951               | Cadena caràcters | -                     |
| Interval de lectura              | 5952               | Cadena caràcters | -                     |
| Estat actuador                   | 5850               | Lògic            | Engegat/Parat         |
| Estat de regulació               | 5851               | Coma flotant     |                       |
| Temporització                    | 5852               | Coma flotant     |                       |
| Potència acumulada               | 5855               | Coma flotant     |                       |
| Factor de potència               | 5820               | Coma flotant     |                       |
| Color                            | 5706               | Coma flotant     |                       |
| Unitats sensor color             | 5701               | Coma flotant     |                       |

## Exemple de Termostat intel·ligent
Informació de l'objecte :
| Objecte                | ID    | Permet múltiples instàncies |
| ---------------------- | ----- | --------------------------- |
| Termostat intel·ligent | 12300 | Sí                          |

Informació de les propietats :
| Propietat                                      | ID   | Accés              | Permet múltiples instàncies | Obligatori | Tipus            | Rang                       | Unitats |
| ---------------------------------------------- | ---- | ------------------ | --------------------------- | ---------- | ---------------- | -------------------------- | ------- |
| Valor del sensor                               | 5700 | Lectura            | No                          | Sí         | Coma flotant     |                            | °C/°F   |
| Unitats                                        | 5500 | Lectura/Escriptura | No                          | Sí         | Cadena caràcters | °C/°F                      |         |
| Tipus d'aplicació                              | 5750 | Lectura/Escriptura | No                          | No         | Cadena caràcters | Ex: termostat del menjador |         |
| Aire condicionat                               | 5200 | Lectura            | No                          | No         | Lògic            |                            | temps   |
| Calefacció                                     | 5201 | Lectura            | No                          | No         | Lògic            |                            |         |
| Font de calor                                  | 5203 | Lectura            | No                          | No         | Cadena caràcters | Emergència/Normal          |         |
| Temporitzador del ventillador actiu            | 5204 | Lectura/Escriptura | No                          | No         | Lògic            |                            |         |
| Valor de temporitzador del ventilador          | 5205 | Lectura/Escriptura | No                          | No         | Lògic            |                            |         |
| Mode estalvi energia                           | 5206 | Lectura/Escriptura | No                          | No         | Lògic            |                            |         |
| Mode remot                                     | 5207 | Lectura/Escriptura | No                          | No         | Lògic            |                            |         |
| Temperatura de referència                      | 5208 | Lectura            | No                          | No         | Coma flotant     |                            | °C/°F   |
| Mode calor-fred                                | 5209 | Lectura/Escriptura | No                          | No         | Cadena caràcters |                            |         |
| Temperatura de referència màxima               | 5210 | Lectura/Escriptura | No                          | No         | Coma flotant     |                            | °C/°F   |
| Temperatura de referència mínima               | 5211 | Lectura/Escriptura | No                          | No         | Coma flotant     |                            | °C/°F   |
| Temperatura de referència màxima en mode remot | 5212 | Lectura/Escriptura | No                          | No         | Coma flotant     |                            | °C/°F   |
| Temperatura de referència mínima en mode remot | 5213 | Lectura/Escriptura | No                          | No         | Coma flotant     |                            | °C/°F   |

## Productes de mercat
Productes de mercat que empren objectes IPSO a maig del 2017 :
- Sistema IoT de l'empresa IKEA : Passarel·la, interruptor, sensor PIR, bombeta tradfri.[8]